# Wilhelm Eiselin

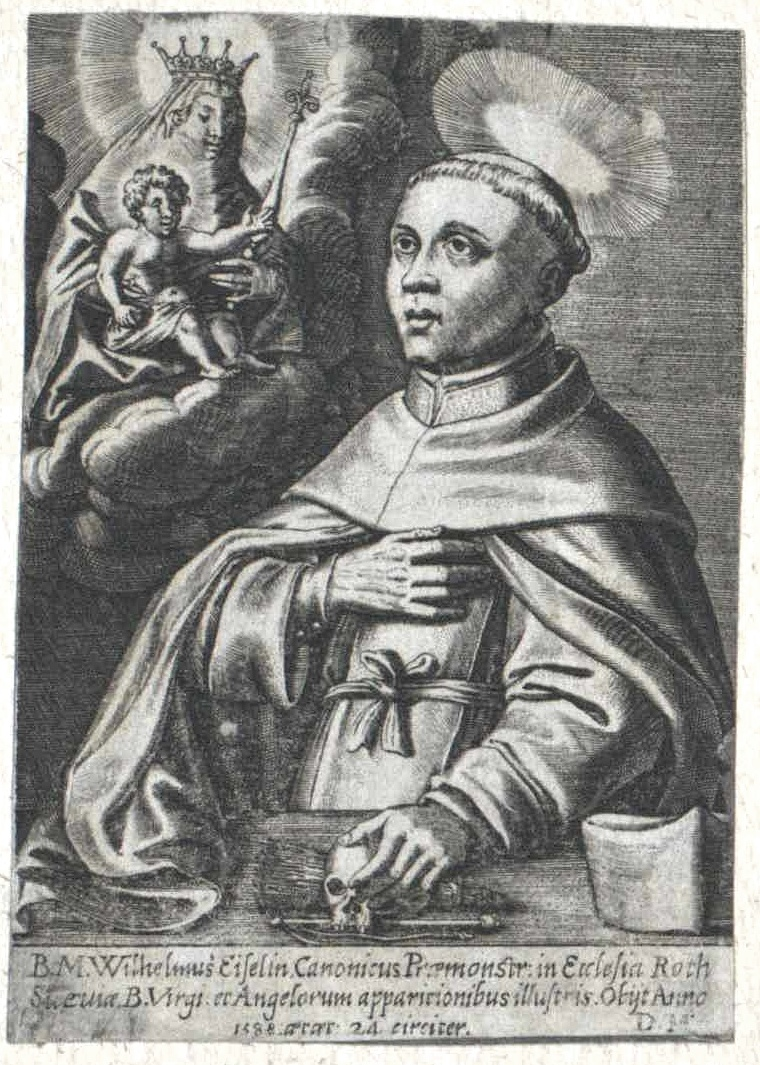
Der selige Wilhelm Eiselin, Stich um 1650

Wilhelm Eiselin OPraem (* 1564 in Mindelheim; † 28. März 1588 in Rot an der Rot) war ein 1593 seliggesprochener Kanoniker der ehemaligen Reichsabtei Rot an der Rot in Oberschwaben.

## Leben
Wilhelm Eiselin wurde im schwäbischen Mindelheim geboren. Als Kind verlor er seine Eltern während einer Pestepidemie und wurde daraufhin im Kloster Rot an der Rot aufgenommen, wo er ein Theologiestudium begann, das er aber nie beendete. 1581 wurde er dennoch als Kanoniker in die Ordensgemeinschaft aufgenommen. Eiselin hatte aufgrund mangelnder geistiger Gaben und abgebrochenem Theologiestudium im Konvent keinen leichten Stand und wurde von seinen Mitkonventualen verhöhnt. Im Jahre 1588 starb er im Alter von 24 Jahren, vermutlich an Tuberkulose.

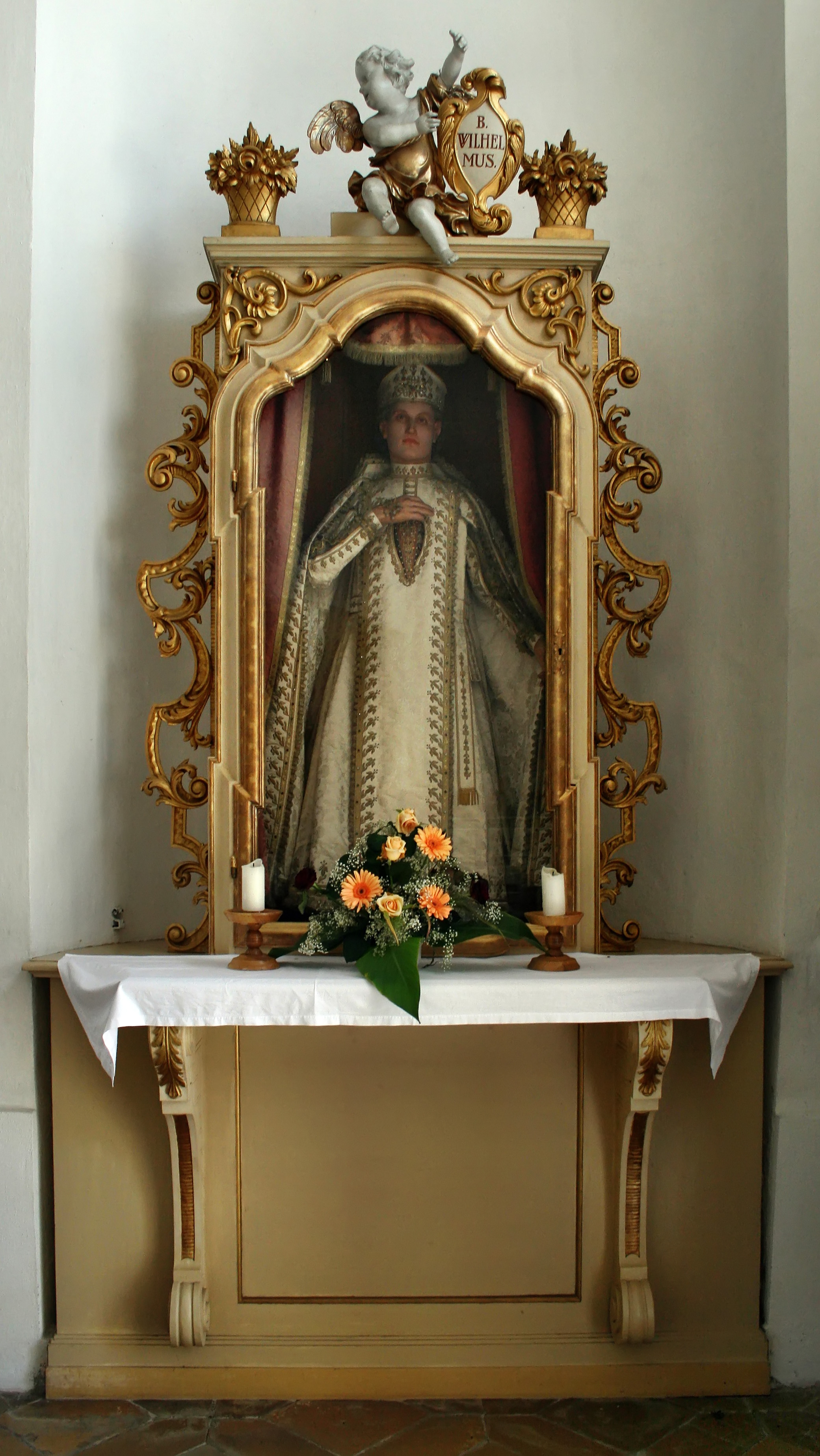
Ganzkörperreliquie des Seligen

## Seligsprechung
In der südlichen Eingangshalle der Klosterkirche St. Verena in Rot an der Rot befindet sich auf der rechten Seite nahe dem Eingang ein Glasschrein mit Volutenrahmung, in dem die Ganzkörperreliquie des Seligen ausgestellt wird.  Die ursprüngliche Grabinschrift lautete:
Stehe still, der du vorübergehst. Hier liegt Frater Wilhelmus Eiselin, größer an Tugend als an Alter, des Himmels würdiger als der Erden. Ein Blum unter den Dornen. Von den Blumen eine Lilie. Gott hat die Blume abgebrockt, weil ihm selbige gefallen. Zwei liebe Pfandt hat er uns hinterlassen: Den Geruch und den Stengel. Letzteren haben die Brüder in diesen Truhen aufbewahrt, ersterer riechtet durch die ganze Welt. Ist gestorben im Jahr Christi 1588, den 28. Märzen des Alters 24.
Die Zuschreibung eines Wunders fünf Jahre nach seinem Tod und sein als vorbildlich geschildertes Leben führten dazu, dass er 1593 seliggesprochen wurde und seither als Ehrwürdiger Diener Gottes bezeichnet wird.